# Leonhard Wex
Leonhard Wex, auch: Leonhard Wechs, Leonhardt Wexen, (* um 1680; † nach 1740) war ein deutscher Stuckateur der Barock/Rokokozeit.

## Leben
Seine genauen Lebensdaten sind unbekannt. Er war in Ellingen verheiratet, wo am 16. August 1701 sein Sohn Johann Georg getauft wurde. 

## Werk
Bislang ist Wex bei vier Stuckausstattungen nachgewiesen:
1718 erhielt er zusammen mit anderen Handwerkern einen Akkord zur Anfertigung von zwei italienischen Kaminen im Rittersaal des Oberen Saalbaus des Oettingschen Schlosses Harburg. 
1719–21 arbeitete er als Gehilfe des Stuckateurs und Deutschordens-Baumeisters Franz Joseph Roth, als dieser im Deutschordens-Schloss Ellingen 16 Zimmer, sechs Kabinette und das Haupt-Treppenhaus stuckierte. 
1727/28 stuckierte Wex im Auftrag des Abtes Dominikus III. von Eisenberg (reg. 1726–42) das Mittelschiff der romanischen Klosterkirche von Plankstetten, und zwar zusammen mit drei weiteren „Stuccadeurs“, nämlich Matthias Abel (Appel) aus Neuburg an der Donau († um 1754), Franz Xaver Horneis von Eichstätt († 1749) und Christoph Prigle (Brügel, Brügl, Prügel), der in Ellingen nachweisbar ist, wo er 1719 heiratete. Letzteren kannte Wex von seiner Tätigkeit in Harburg her. Die gemeinsame Plankstetter Arbeit wird bei Hofmann/Mader folgendermaßen beschrieben und bewertet: „Die Stukkaturen (die Namen waren Hofmann/Mader nicht bekannt) zeigen den um 1728 geläufigen Laub- und Bandwerkstil, gemischt mit Gittermotiven. Die Anlage verrät guten Geschmack.“ (S. 133). Engelsköpfe und Fruchtkörbe ergänzten den Stuck. Bei Bauer heißt es: „Es gelang ..., die Kirche zu einem Festsaal Gottes im Sinne des frühen Rokokos umzugestalten, wenn auch keine erstklassigen Meister berufen wurden.“ (S. 56)
Erst zehn Jahre später ist Wex wieder greifbar: 1738 bis 1740 stuckierte er die Innenräume des Oettingschen Schlosses Hohenaltheim im Ries. Danach verliert sich seine Spur wieder.